# رايان كوغلر
رايان كوغلر (بالإنجليزية: Ryan Coogler)‏ (و. 1986  م) هو مخرج أفلام، وكاتب سيناريو، وكاتب أمريكي، ولد في أوكلاند، كاليفورنيا. صنع رايان فيلمه الروائي الطويل الأول فروتفيل ستيشن (2013)، الذي فاز بجائزة لجنة التحكيم الكبرى وجائزة الجمهور لأفضل فيلم درامي أمريكي في مهرجان صندانس السينمائي لعام 2013. كما فاز بجائزة أفضل فيلم أول في مهرجان كان السينمائي 2013.
ومنذ ذلك الحين، شارك في كتابة وإخراج أفلام مثل فيلم Creed (2015)، وهو فيلم فرعي من سلسلة أفلام روكي، وفيلم 'النمر الأسود (2018) من مارفل، والذي حطم العديد من الأرقام القياسية في شباك التذاكر وأصبح الفيلم الأكثر ربحاً على الإطلاق لمخرج أمريكي من أصل أفريقي. شارك كوجلر أيضًا في كتابة وإخراج الجزء الثاني من فيلم النمر الأسود: واكاندا للأبد (2022)، وكتب وشارك في إنتاج وإخراج فيلم الرعب الخارق للطبيعة الخطاة (2025).
حظيت جميع أفلام كوجلر بإشادة واسعة ونجاح تجاري. أشاد النقاد بعمله لتركيزه على الثقافات والشخصيات التي غالبًا ما يتم تجاهلها - وأبرزها الأمريكيون الأفارقة. يتعاون كثيرا مع الممثل مايكل بي جوردن والملحن لودفيغ غورانسون، الذي ظهر ولحن جميع أفلامه.
في عام 2013، أُدرج في قائمة مجلة تايم لـ 30 شخصًا تحت سن 30 عامًا يغيرون العالم. اختير كوجلر في عام 2018 وصيفًا لشخصية العام لمجلة تايم، وأُدرج في قائمة تايم السنوية لأكثر 100 شخصية تأثيرًا في العالم. أسس كوجلر وزوجته زينزي كوجلر وسيف أوهانيان في عام 2021 شركة إنتاج بروكسيمتي ميديا؛ وكان أول فيلم أنتجته هو يهوذا والمسيح الأسود (2021).

## التعليم
تعلم في جامعة ولاية كاليفورنيا، ساكرامنتو ‏، وSaint Mary's College of California ‏، وكلية جامعة جنوب كاليفورنيا للفنون السينمائية ‏، وجامعة كاليفورنيا الجنوبية.

## جوائز وترشيحات
حصل على جوائز منها:
- جائزة الروح المستقلة لأفضل أول فيلم، عن عمل: Fruitvale Station (film) [الإنجليزية]‏ (2014)
- Grand Jury Prize Dramatic [الإنجليزية]‏، عن عمل: Fruitvale Station (film) [الإنجليزية]‏ (2013).

ترشح لـ:
- جائزة الروح المستقلة لأفضل أول فيلم، عن عمل: Fruitvale Station (film) [الإنجليزية]‏ (2014).

## وصلات خارجية
- رايان كوغلر على موقع IMDb (الإنجليزية)
- رايان كوغلر على موقع ألو سيني (الفرنسية)
- رايان كوغلر على موقع أول موفي (الإنجليزية)
- رايان كوغلر على موقع بوكس أوفيس موجو (الإنجليزية)
- رايان كوغلر على موقع قاعدة بيانات الأفلام السويدية (السويدية)
- رايان كوغلر على موقع ديسكوغز (الإنجليزية)
- رايان كوغلر على موقع قاعدة بيانات الفيلم (الإنجليزية)
- رايان كوغلر على موقع كينوبويسك (الروسية)